# Simone Lang (Politikerin)

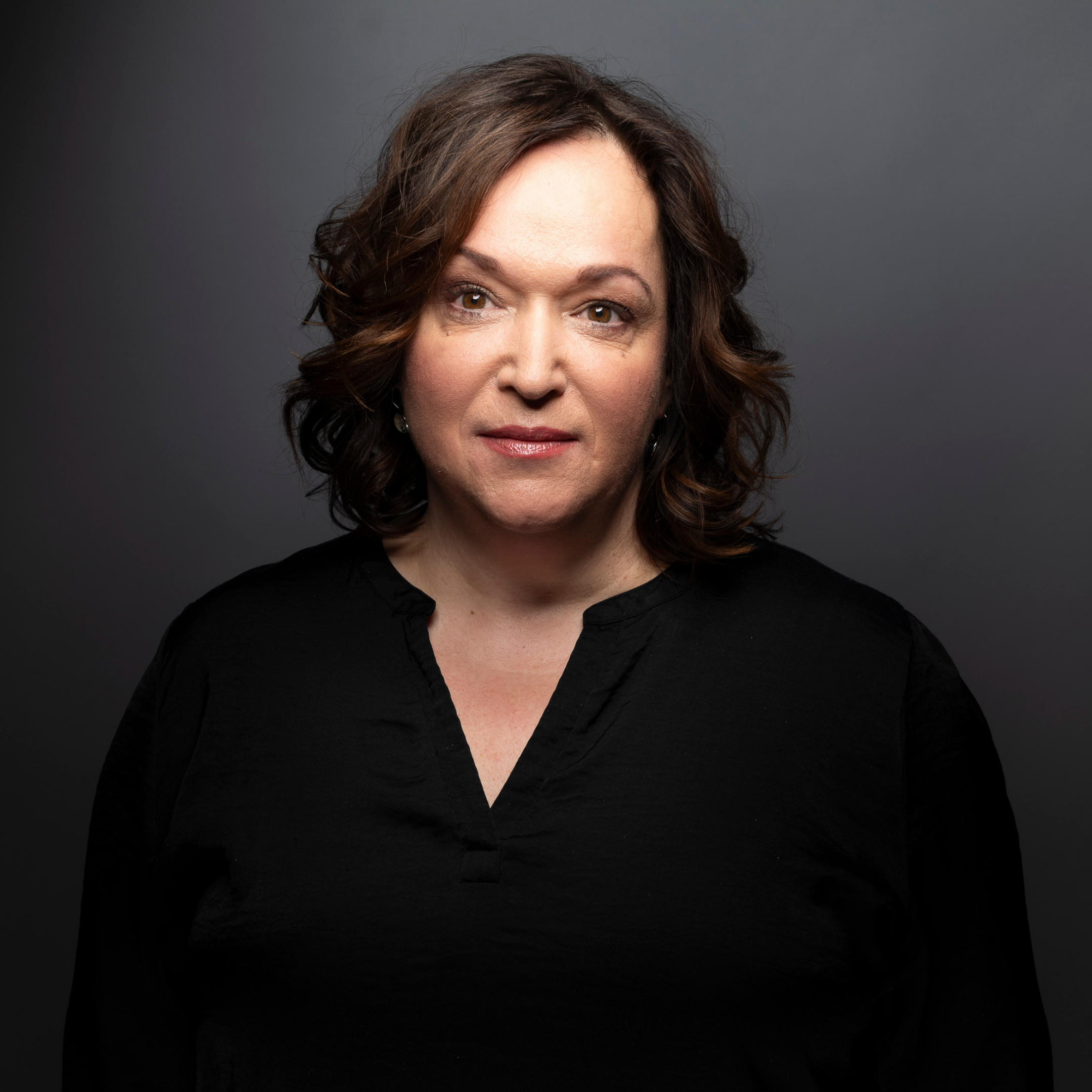
Simone Lang, 2024

Simone Lang (* 10. Mai 1971 in Erlabrunn) ist eine deutsche Politikerin und  Abgeordnete im Sächsischen Landtag (SPD).

## Leben, Beruf und Ehrenamt
Simone Lang schloss die Schule 1987 mit der Mittleren Reife an der Oberschule Raschau ab und absolvierte anschließend in Aue eine Fachschulausbildung zur Krankenschwester. In diesem Beruf arbeitete sie ab 1990 im staatlichen Sächsischen Krankenhaus für Kinder- und Jugendpsychiatrie Bad Reiboldsgrün, 1997 bis 1998 in einer Arztpraxis und dann von 1998 bis 2003 am Universitätsklinikum Regensburg. Von 2004 bis 2005 fungierte sie als Praxisanleiterin in einer Berufsfachschule und wirkte ab 2006 bis 2014 als Koordinatorin im Hospiz in Erlabrunn für den Ausbau der Palliativversorgung im Erzgebirgskreis. 2010 schloss sie die Zusatzausbildung zur Integrativen Trauertherapeutin in Freiberg ab.
Ehrenamtlich ist Lang seit 2018 als Vorsitzende des AWO-Kreisverbands Aue/Schwarzenberg e. V. tätig sowie seit 2021 stellvertretende Vorsitzende der AWO Sachsen. Außerdem ist sie Ehrenmitglied des WSC Erzgebirge Oberwiesenthal, Aufsichtsrätin im Thermalbad Wiesenbad, Stiftungsrätin der Dr. Wilmar Schabeschen Heimstätten-Stiftung sowie Vorstandsmitglied des Sportparks Rabenberg e. V.
Lang lebt in Lößnitz, ist verheiratet und hat zwei Kinder.

## Partei
2010 wurde Lang Mitglied in der SPD und dort zunächst Beisitzerin im Ortsverein Westerzgebirge. 2011 wurde sie Beisitzerin, 2014 dann Vorsitzende im SPD Kreisverband Erzgebirge. Seit 2019 ist sie auch Vorsitzende des Landesparteirates der SPD Sachsen.

## Politisches Wahlamt
Bei der Landtagswahl in Sachsen 2014 trat sie im Wahlkreis Erzgebirge 3 an und erhielt 10,9 % der abgegebenen Stimmen. In den Landtag zog sie über die Landesliste (Platz 17) ihrer Partei ein. Sie war Mitglied im Ausschuss für Umwelt und Landwirtschaft, Haushalts- und Finanzausschuss sowie in der Enquete-Kommission „Sicherstellung der Versorgung und Weiterentwicklung der Qualität in der Pflege älterer Menschen im Freistaat Sachsen“.
Bei der Landtagswahl in Sachsen 2019 verpasste sie sowohl in ihrem Wahlkreis mit 8,7 % der Erststimmen, als auch mit Listenplatz 11 der SPD-Landesliste zunächst den Einzug in den sächsischen Landtag knapp. Nach dem Mandatsverzicht von Petra Köpping rückte Lang jedoch im Januar 2020 in den Landtag nach, wo sie die Leitung des Petitionsausschusses übernahm und Mitglied im Ausschuss für Soziales und Gesellschaftlichen Zusammenhalt wurde.
Zur Landratswahl im Erzgebirgskreis am 12. Juni 2022 trat Lang für ihre Partei als Kandidatin für das Amt der Landrätin an. Bei der Wahl erhielt Lang 17.380 Stimmen, einem Stimmanteil von 13,0 Prozent entsprechend, womit sie nach den Kandidaten von CDU, Freien Wählern und AfD den vierthöchsten Stimmanteil erzielen konnte. Im zweiten Wahlgang am 3. Juli 2022 trat Lang nicht erneut an.
Zur Landtagswahl am 1. September 2024 trat Lang im Wahlkreis Erzgebirge 3 (Wahlkreis 14) sowie auf Listenplatz 7 der Landesliste der SPD Sachsen an. Sie erzielte dabei einen Direktstimmenanteil von 6,9 Prozent, was den dritthöchsten Direktstimmenanteil im Wahlkreis darstellte (nach AfD und CDU); der Listenstimmenanteil für die SPD im Wahlkreis betrug 4,4 Prozent. Über die Landesliste zog Lang erneut in den Sächsischen Landtag ein.
Lang ist seit der 8. Wahlperiode des Sächsischen Landtags Vorsitzende dessen Ausschusses für Umwelt und Landwirtschaft. des Weiteren ist die Mitglied der Enquetekommission "Pandemie". Darüber hinaus ist die Fachsprecherin für Gesundheit, Pflege, Soziales, Landwirtschaft, Naturschutz, Umwelt und Verbraucherschutz.